# Augenfleck-Spitzkopfkugelfisch
Der Augenfleck-Spitzkopfkugelfisch (Canthigaster solandri) lebt im tropischen Indopazifik von Ostafrika bis zu den Line-Inseln und Tuamotu, nördlich bis zu den Ryūkyū-Inseln, südlich bis Neukaledonien und Tonga, bis nach Hawaii. Die Population an den Küsten der Philippinen, Indonesiens, Neuguineas, Queenslands und Belaus unterscheidet sich in der Farbe und wurde früher als eigene Art angesehen (Canthigaster papua). Im Roten Meer wird er durch Canthigaster margaritata ersetzt.

## Merkmale
Der Augenfleck-Spitzkopfkugelfisch wird 11,5 Zentimeter lang. Seine Grundfarbe ist braun. Zahlreiche kleine blaue, am Bauch weiße Punkte überziehen seinen Körper. Von den Augen gehen strahlenförmig einige kurze blaue Linien aus. An der Basis der Rückenflosse befindet sich ein Augenfleck. 
Flossenformel: Dorsale 8–10, Anale 8–10

## Lebensweise
Bewohnt geschützte Felsriffe, Lagunen und Außenriffe und hält sich vor allem über Geröllböden, zwischen Korallen und unter Überhängen in Tiefen von einem bis 36 Metern auf. Die Fische leben vor allem paarweise aber auch in kleinen Gruppen. Augenfleck-Spitzkopfkugelfische ernähren sich vor allem von fädigen Grün-, von fädigen und krustig wachsenden Rotalgen, Korallen, Stachelhäutern, Borstenwürmern, Krebs-, Weich- und Moostierchen. Der Augenfleck-Spitzkopfkugelfisch wird durch den Feilenfisch Paraluteres arqat nachgeahmt (Mimikry).